# 春日山石窟仏

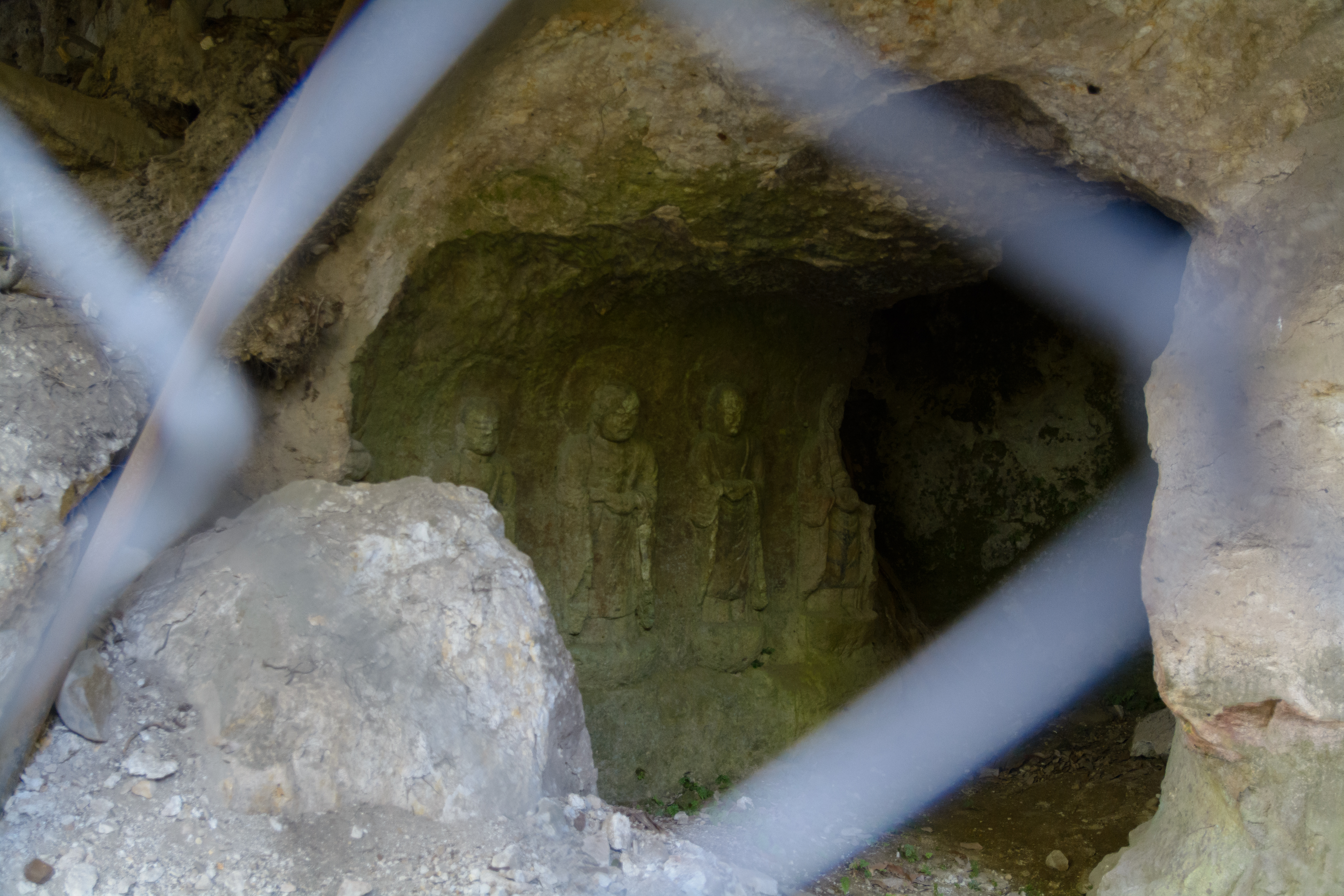
東窟地蔵菩薩像（4体）

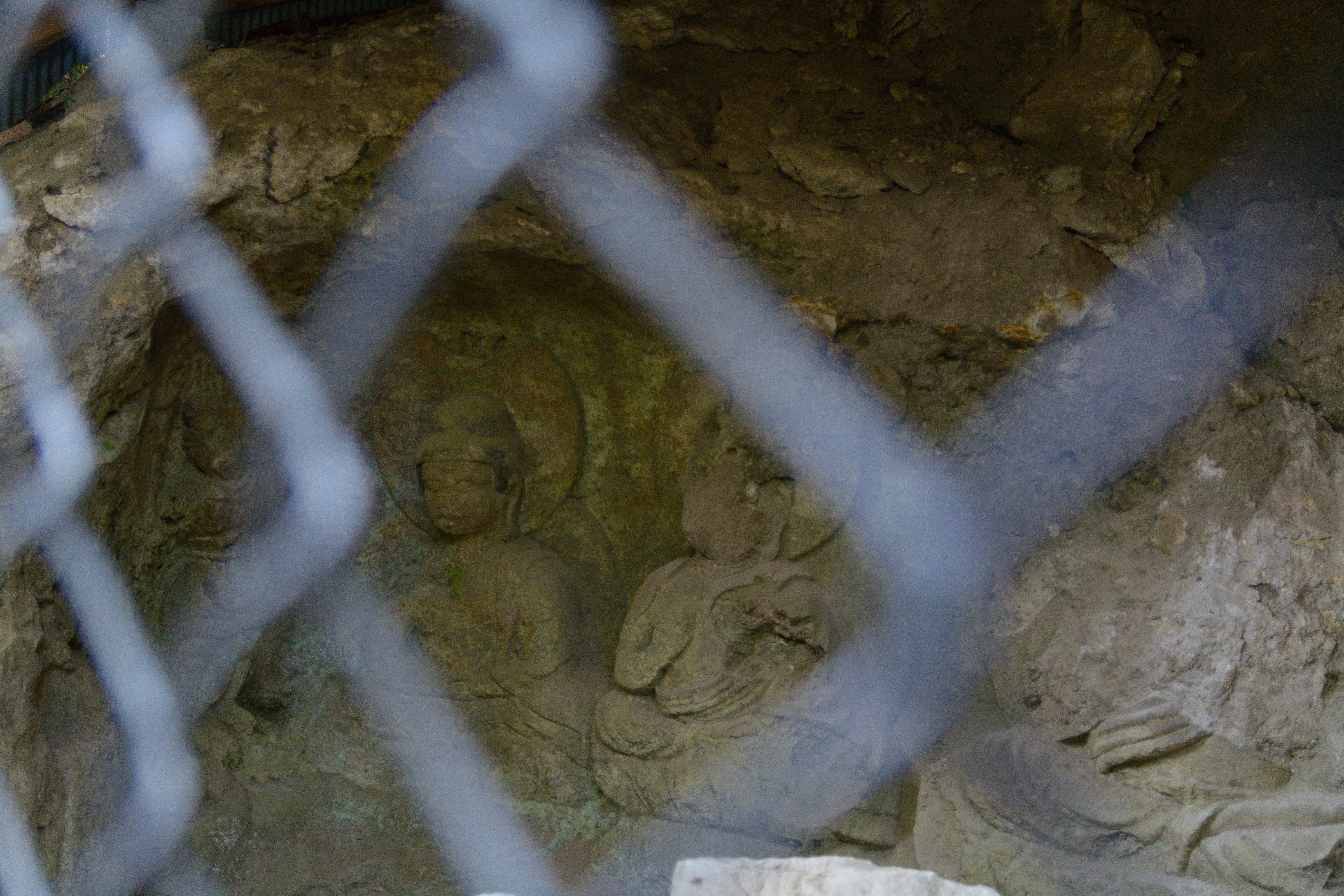
西窟（左より）多聞天、阿弥陀如来、不空成就如来、大日如来

春日山石窟仏（かすがやませっくつぶつ）は、奈良県奈良市の春日山山中石切峠近くにある磨崖仏。国の史跡に指定されている。通称・穴仏。

## 概要
柳生街道石切峠に近い南面傾斜地に露出する凝灰岩の岩壁を龕状に掘り、その壁面に仏像を刻んで彩色したもので相接する東西の2窟から構成される。西窟には久寿2年（1155年）および保元2年（1157年）の造立銘が刻まれていることから、平安時代末期（12世紀中期）の作品とみられている。久寿2年の銘は現状では年号の部分が欠損しているが、近世末期の記録により、久寿2年と確認されている。
東窟は間口約5メートル・奥行約2.4メートル・高さ2.4メートルで中央柱4面に顕教系の如来坐像4体、東壁に菩薩形立像3体、西壁に地蔵菩薩立像4体を表し、東西両壁に天部立像各1体（二天像）を表している。
西窟は間口約3.6メートル・奥行約2メートル・高さ2.4メートルで経年・風化による損傷は大きいものの、如来坐像3体および多聞天立像1体が現存する。如来坐像は金剛界五仏を表したものと推定されるが、5体のうち2体は滅失している。